# Sirija (rimska provinca)
Sirija, zgodnja rimska provinca. K Rimskemu cesarstvu jo je leta 64 pr. n. št. priključil cesar Pompej po svoji zmagi v tretji mitridatski vojni. Po judovsko-rimskih vojnah se je leta 135 združila z Judejo v večjo provinco Sirija Palestina in ostala pod rimsko in kasneje bizantinsko oblastjo, dokler je niso osvojili muslimani.

## Principat
Sirska armada je imela tri legije in je branila mejo s Partskim cesarstvom. V 1. stoletju je omogočila Vespazijanov državni udar.
Vojaki sirijske province so se na rimski strani vojskovali v veliki judovski vstaji leta 66-70 n. št.. Sirski legat Cestij Gal je leta 66 povedel sirsko vojsko, sestavljeno iz XII. legije Fulminata in pomožnih enot, na pohod v Judejo, da bi zatrl upor in ponovno vzpostavil red. Legijo so pri Bet Horonu iz zasede napadli in porazili judovski uporniki, kar je šokiralo rimsko oblast. 
Sirska legija je kasneje sodelovala tudi pri zlomu judovske vojske v bar-Kohbovi vstaji leta 132-136.

## 2. in 3. stoletje
Proti koncu bar-Kohbove vstaje se je provinca Sirija razširila na zelo redko poseljeno ozemlje Judeje in se preimenovala v Sirijo Palestino. Od poznega 2. stoletja dalje je bilo v rimskem senatu več  uglednih Sirijcev, med njimi tudi Tiberij Klavdij Pompejan in uzurpator rimskega prestola Gaj Avidij Kasij. 
Leta 193 se je od province odcepila obalna Kelesirija. V 3. stoletju je ena od sirskih družin celo zasedla rimski prestol kot Severska dinastija. Sirija je imela velik strateški pomen v krizi tretjega stoletja in bila od leta 260 do 273 del separatističnega Palmirskega cesarstva. 

## Dominat
Po Dioklecijanovih reformah konec 3. stoletja sta obe sirski provinci postali del dioceze Orient  (Oriens). Med letoma 333 in 350, verjetno okoli leta 341, je iz Kelesirije na zahodnem bregu Evfrata in nekdanje Komagene nastala nova provinca Evfratizija z upravnim središčem Hierapolis. Kmalu po letu 415 so Kelesirijo razdelili na Sirijo I z upravnim središčem v Antiohiji in Sirijo II z upravnim središčem v  Apameji na Orontu. Leta 528 je cesar Justinijan I. iz delov Sirije I in Sirije II ustanovil majhno obalno provinco Teodorijado.
Regija je ostala ena od najpomembnejših delov Bizantinskega cesarstva. V letih 609-628 so jo okupirali Sasanidi, potem pa jo je osvojil bizantinski cesar Heraklij. Med prodiranjem muslimanov jo je po bitki pri Jarmuku in padcu Antiohije ponovno izgubil.